# 斯拉維亞 (佛羅里達州)
斯拉維亞（英語：Slavia）是位於美國佛羅里達州塞米諾爾縣的一個非建制地區。該地的面積和人口皆未知。

## 地理
斯拉維亞的座標為28°38′53″N 81°13′49″W / 28.64806°N 81.23028°W，而該地的平均海拔高度為12米（即39英尺）。